# Ali ibn Ishaq ibn Ghaniya
Ali ibn Ishaq ibn Ghaniya (arabisch علي بن إسحاق بن غانية, DMG ʿAlī b. Isḥāq b. Ġānīya; gestorben 1188) war zwischen 1184 und 1185 für kurze Zeit Emir im Taifa-Königreich von Mallorca. Er wurde anschließend zu einem bedeutenden Kriegsherrn in Nordafrika.

## Abstammung

Stammbaum der Ghaniyidenherrscher

Ali ibn Ishaq ibn Ghaniya, oft auch nur Ali ibn Ishaq oder Ali ibn Ghaniya, war der Sohn von Ishaq ibn Muhammad ibn Ghaniya, der zwischen 1155 und 1183 den Rang eines Emirs auf den Balearen eingenommen hatte. Ali gehörte somit zur Dynastie der Banu Ghaniya, eines almoravidischen, zu den Sanhadscha zählenden Berberstammes.

## Leben
Nach dem Tod seines Vaters im Jahr 1183 waren in der Taifa von Mallorca unruhige Verhältnisse aufgezogen. Neuer Emir wurde als Muhammad II. sein Bruder Muhammad ibn Ishaq ibn Ghaniya, den er jedoch bereits 1184 verdrängen konnte. Im Gegensatz zu seinem Bruder vertrat Ali ein aggressives Vorgehen gegen die immer bedrohlicher werdenden Almohaden. So folgte er schließlich seinen adligen Beratern, den Krieg gegen die Almohaden nach Nordafrika zu verlagern. Mit 32 Schiffen setzte er seine Streitmacht an die Nordküste Algeriens über und landete bei Bejaja, der einstigen Hauptstadt der Hammadiden. Er konnte Bejaja ohne Schwierigkeiten am 12. November 1184 einnehmen, da die Stadtbevölkerung aus ihm wohlgesinnten Sanhadschaberbern bestand und die Almohadengarnison gerade abgezogen war. Als die Almohaden dann zurückkehrten, wurden sie in die Flucht geschlagen.

Minarett der Beni-Hammad-Festung im Winter

Etwas später konnte sich Ali die Unterstützung zahlreicher arabischer Stammesoberhäupter sichern, darunter die Stämme Banu Hilal (Hilaliden), die Banu Riyah, die Athbadj (eine Untergruppe der Banu Hilal) und die Banu Judham. Ali rückte dann mit seinen Streitkräften nach Westen vor und besetzte Algier, Muzaya und Miliana. Sein  Bruder Yahya ibn Ishaq ibn Ghaniya blieb währenddessen zurück und übernahm die Regierungsgeschäfte in Bejaja. Ali kehrte daraufhin wieder nach Osten zurück, wo weitere Stämme sich ihm anschlossen. Er besetzte sodann die bedeutende Beni-Hammad-Festung (Qalat) und belagerte Constantine.
In der Zwischenzeit hatte der Almohadenkalif Yaqub al-Mansur ein riesiges Heer zusammengezogen, war nach Nordalgerien eingefallen und hatte Algier, Miliana und andere Städte zurückerobert. Yahya sah sich daher gezwungen, Bejaja im Jahr 1185 wieder aufzugeben. Er brach auch die Belagerung von Constantine ab und zog sich Richtung Wüste zurück. Über das Aurès-Gebirge marschierte er sodann nach Djarid ins südliche Ifrīqiya (bei Tozeur) und bezog dort sein neues Hauptquartier. Mit der Unterstützung der dort ansässigen arabischen Stämme gelang es ihm, Tozeur und Gafsa zu erobern. Dort erklärte er sich zum Souverän und ließ die Chutba im Namen des Abbassidenkalifs verlesen, welcher seine Herrschaft anerkannt hatte und überdies der einzige war, der ihm weiterhin Beistand versprach.
Von Gafsa aus zog er dann nach Tripolis, wo er auf den Armenier Qaraqusch traf, mit dem er ein Bündnis einging. Qaraqusch war ein befreiter Sklave eines Neffen des ayyubidischen Gouverneurs von Tripolitanien Saladi und befehligte jetzt über ein Kontingent Oghusensöldner. Zusammen mit Qaraqusch und den arabischen Stämmen der Banu Hilal und der Banu Sulaym durchzogen die Almoraviden in den Jahren 1186 und 1187 Ifrīqiya und richteten große Verwüstungen an. Im Jahr 1187 kehrte sein Bruder Yahya nach Mallorca zurück und machte sich an die Wiedereroberung der Inseln. Nachdem er Mallorca unter seine Gewalt gebracht hatte, erklärte er sich zum Emir. Ibiza und Formentera verblieben aber unter dem Almohaden Abu l-Abbas as-Siqilli. Menorca wurde von Ibn Nayya für Yahyas Bruder Abd Allah ibn Ishaq ibn Ghaniya regiert.
Ali und seine Verbündeten griffen sodann die Städte Mahdia und Tunis an, die sie aber nicht einnehmen konnten. Nur wenig später traf ein Heer unter Yaqub al-Mansur ein. Dies zwang Ali, sich in Richtung Djarid abzusetzen, wobei er von 6.000 Reitern des Kalifen verfolgt wurde. In der resultierenden Schlacht in der Ebene von al-Umra, bei der Alis Bruder Muhammad ibn Ishaq ibn Ghaniya fiel, konnte Ali am 24. Juni 1187 dennoch einen bedeutenden Sieg über seine Verfolger erringen. Yaqub al-Mansur übernahm nun jetzt selbst das Kommando seiner Truppen und konnte noch am 14. Oktober desselben Jahres Ali und seine Verbündeten bei El Hamma (in der Nähe von Gabès) zersprengen. Er eroberte außerdem Tozeur und Gafsa und ließ in beiden Städten die Stadtmauern niederreißen. Ali floh mit Qaraqusch in die Wüste des Fessans.
Als Yaqub al-Mansur nach einiger Zeit wieder abgezogen war, kehrten Ali und Qaraqusch nach Ifrīqiya zurück, sammelten erneut ihre Parteigänger und setzten ihre Plünderungen fort.
Ali verstarb im Jahr 1188. Sein Nachfolger war sein Bruder Yahya ibn Ishaq, der den Kampf gegen die Almohaden fortsetzte.